# Luca Cunti
Luca Cunti (Zurigo, 4 luglio 1989) è un hockeista su ghiaccio svizzero che gioca come attaccante per i ZSC Lions, formazione della Lega Nazionale A.

## Palmarès

### Club
- Campionato svizzero: 2

ZSC Lions: 2011-2012, 2013-2014

### Individuale
- Premio rivelazione dell'anno in LNA: 1

2011-2012